# Cartier Martin
Cartier Alexander Martin, né le 20 novembre 1984 à Crockett au Texas, États-Unis, est un joueur professionnel de basket-ball en NBA.

## Carrière NBA
Le 10 janvier 2010, il signe un contrat de 10 jours avec les Warriors de Golden State. Le 30 janvier 2010, Golden State se sépare de Martin. Le 30 mars 2010, il signe un contrat de 10 jours avec les Wizards de Washington. Le 9 avril 2010, il est prolongé pour le reste de la saison avec les Wizards.
Le 12 juillet 2012, il resigne avec les Wizards.
Le 16 octobre 2013, il signe avec les Hawks d'Atlanta. Le 7 janvier 2014, il est coupé par les Hawks. Le 10 janvier 2014, il signe un contrat de 10 jours avec les Bulls de Chicago. Le 20 janvier 2014, Chicago le prolonge. Le 30 janvier 2014, il n'est pas conservé par les Bulls pour le reste de la saison. Le 1er février 2014, il revient à Atlanta pour un contrat de 10 jours. Le 11 février, il signe un second contrat de 10 jours. Le 21 février, il est signé pour le reste de la saison.
Le 1er juillet 2014, il rejoint les Pistons de Détroit.

## Records personnels sur une rencontre en NBA
Les records personnels de Cartier Martin, officiellement recensés par la NBA sont les suivants :
| Type de statistique        | Saison régulière | Saison régulière           | Saison régulière | Playoffs | Playoffs              | Playoffs      |
| Type de statistique        | Record           | Adversaire                 | Date             | Record   | Adversaire            | Date          |
| -------------------------- | ---------------- | -------------------------- | ---------------- | -------- | --------------------- | ------------- |
| Points                     | 23               | @ Warriors de Golden State | 23 mars 2013     | 4        | @ Pacers de l'Indiana | 22 avril 2014 |
| Paniers marqués            | 8                | 3 fois                     |                  | 2        | @ Pacers de l'Indiana | 22 avril 2014 |
| Paniers tentés             | 16               | Lakers de Los Angeles      | 14 décembre 2012 | 2        | @ Pacers de l'Indiana | 22 avril 2014 |
| Paniers à 3 points réussis | 6                | @ Warriors de Golden State | 23 mars 2013     |          |                       |               |
| Paniers à 3 points tentés  | 11               | Lakers de Los Angeles      | 14 décembre 2012 |          |                       |               |
| Lancers francs réussis     | 7                | @ Kings de Sacramento      | 26 janvier 2010  |          |                       |               |
| Lancers francs tentés      | 7                | 3 fois                     |                  |          |                       |               |
| Rebonds offensifs          | 3                | 5 fois                     |                  | 1        | @ Pacers de l'Indiana | 22 avril 2014 |
| Rebonds défensifs          | 8                | 2 fois                     |                  | 2        | @ Pacers de l'Indiana | 22 avril 2014 |
| Rebonds totaux             | 9                | Bulls de Chicago           | 18 janvier 2010  | 3        | @ Pacers de l'Indiana | 22 avril 2014 |
| Passes décisives           | 4                | @ Heat de Miami            | 15 décembre 2012 |          |                       |               |
| Interceptions              | 3                | 3 fois                     |                  | 1        | 2 fois                |               |
| Contres                    | 2                | Knicks de New York         | 13 novembre 2013 |          |                       |               |
| Balles perdues             | 4                | @ Kings de Sacramento      | 26 janvier 2010  | 1        | @ Pacers de l'Indiana | 22 avril 2014 |
| Minutes jouées             | 38               | @ Heat de Miami            | 21 avril 2012    | 10       | @ Pacers de l'Indiana | 22 avril 2014 |

- Double-double : aucun (au 30/12/2014)
- Triple-double : aucun.